# Månserudstjärnet
Månserudstjärnet är en sjö i Årjängs kommun i Värmland och ingår i Göta älvs huvudavrinningsområde. Sjön har en area på 0,0772 kvadratkilometer och ligger 225,5 meter över havet.

## Delavrinningsområde
Månserudstjärnet ingår i det delavrinningsområde (659088-130566) som SMHI kallar för Mynnar i Älgsjön. Medelhöjden är 239 meter över havet och ytan är 13,11 kvadratkilometer. Det finns inga avrinningsområden uppströms utan avrinningsområdet är högsta punkten. Hynningsälven som avvattnar avrinningsområdet har biflödesordning 4, vilket innebär att vattnet flödar genom totalt 4 vattendrag innan det når havet efter 283 kilometer. Avrinningsområdet består mestadels av skog (92 procent). Avrinningsområdet har 0,51 kvadratkilometer vattenytor vilket ger det en sjöprocent på 3,9 procent.